# NGC 1512
NGC 1512 je galaksija u zviježđu Satu.

## Vanjske poveznice
- SEDS: NGC 1512